# Breinigerberg
Breinigerberg ist ein Stadtteil von Stolberg (Rhld.) in der nordrhein-westfälischen Städteregion Aachen mit 917 Einwohnern (Stand 2017).

## Geographie
Die L 12 verbindet den Ort in westlicher Richtung mit Breinig und in östlicher mit der Kreuzung Nachtigällchen westlich von Mausbach. Im Osten befindet sich neben dem Stolberger Stadtwald das Naturschutzgebiet Schlangenberg, das die frühere Erzgrube Breinigerberg umfasst. An die Zeit des Erzabbaus erinnert noch der Name der Straße Bleiweg. In einem Gebäude der im Jahre 1988 geschlossenen Hauptschule, das jetzt den Kindergarten beherbergt, befindet sich das Informationszentrum Schlangenberg. Nördlich von Breinigerberg liegen die aus ehemaligen Steinbrüchen entstandenen Naturschutzgebiete Auf der Rüst, Bärenstein und Brockenberg.

## Sport und Freizeit
Der Ort verfügt über zwei Sportplätze (Rasen und Asche), die vom lokalen Sportverein FC Breinigerberg genutzt werden. Außerdem existiert ein Karnevals- und ein Hahnenverein, der jedes Jahr die Hahnenkirmes veranstaltet.

## Verkehr
Die AVV-Buslinien 15, 42 und 61 der ASEAG verbinden Breinigerberg mit Stolberg-Mitte, Breinig, Aachen, Vicht und Roetgen.
| Linie | Verlauf |
| ----- | --- |
| 15    | Elisenbrunnen – Aachen Bushof – Kaiserplatz – Josefskirche – Bf Rothe Erde – Forst – Brand – Krauthausen – Dorff – Breinig (– Breinigerberg – Vicht – Fleuth – Mausbach – Diepenlinchen)                                                                                                   |
| 42    | (Schevenhütte →) Gressenich Kapelle – Krewinkel – Mausbach – Fleuth – / (Zweifall – Münsterau –) Vicht – Breinigerberg – Breinig – Dorff – Büsbach – Liester – Münsterbusch – Zinkhütter Hof – Stolberg Mühlener Bf – (Velau – Stolberg Hbf) / (Birkengang – Stolberg Hans-Böckler-Straße) |
| 61    | Stolberg Mühlener Bf – Stolberg Altstadt – Binsfeldhammer – Bernardshammer – Breinigerberg – Breinig – Venwegen Abzweigung – Rott Königsberger Straße – Rott – Dreilägerbachtalsperre – Roetgen Post                                                                                       |
| 61    | Venwegen Süd – Breinig Entengasse Richtung Breinigerheide – Breinigerheide – Breinig Entengasse Richtung Breinigerberg – Breinigerberg (nur samstags) |